# Linfocita

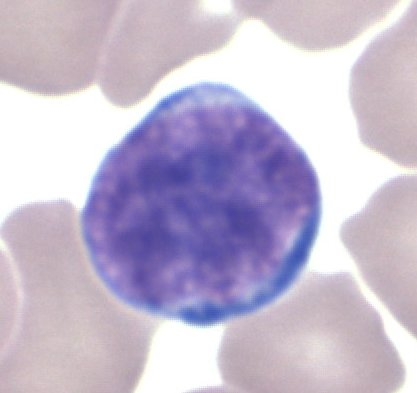
Un linfocita

I linfociti sono le cellule che costituiscono la porzione effettrice del sistema immunitario adattativo; essi sono in grado di generare e modificare gli anticorpi che in futuro riconosceranno gli antigeni.
Sono presenti negli organi linfoidi primari, negli organi linfoidi secondari, nel sangue periferico e nella linfa (dove prendono il loro nome attuale).

## Diversità dei linfociti
A seconda del distretto anatomico, sono presenti diversi tipi di leucociti con cloni in diversi stadi di maturazione e specificità per gli antigeni: 
| Distretto anatomico       | Distretto anatomico                                                                  | Cloni linfocitari | Descrizione |
| ------------------------- | ------------------------------------------------------------------------------------ | --- | --- |
| Organi linfoidi primari   | - Timo - Midollo osseo - Fegato (feto)                                               | 1. CFU-Ly 2. Linfoblasto 3. Prolinfocita 4. Prolinfocita immaturo | In questi distretti avviene: 1. La proliferazione dei cloni staminali (detti CFU-Ly in vitro) per mezzo di fattori di crescita e mitogeni presenti nel microambiente staminale; 2. il commissionamento ("commitment") dei linfoblasti verso la serie B (nel midollo osseo dell'adulto; nel fegato del feto), verso la serie T(nel timo dell'adulto; nel fegato del feto) o verso la serie NK (in tutti gli organi linfoidi primari); 3. I primi riarrangiamenti genici che porteranno alla formazione dei futuri TCR o BCR; 4. La selezione dei cloni pro-linfocitari adatti nel generare una risposta immunitaria efficace; |
| Organi linfoidi secondari | - Linfonodi - Milza - Vari aggregati linfatici                                       | - Prolinfocita immaturo - linfocita immaturo - linfocita vergine (naive) | In questi distretti avviene il riconoscimento dell'antigene che viene presentato agli anticorpi. In seguito al riconoscimento avverranno i seguenti eventi: - Espansione clonale con ipermutazione somatica - Selezione - Shift antigenico - Differenziazione |
| Sangue periferico         | - Porzione corpuscolata del sangue, costituenti una parte della formula leucocitaria | Linfociti B maturi: - plasmablasti - plasmacellule Linfociti T maturi: - Linfociti T NK - Linfociti T CD8 positivi - Linfociti T CD4 positivi - Linfociti T gamma-delta Cellule della memoria | Sono le cellule che costituiranno la futura risposta immunitaria adattativa. |

Nel sangue i linfociti costituiscono tra il 20 e il 40% dei leucociti (secondo i dati delle formule leucocitarie riconosciute).
Hanno la dimensione di 7-15 micrometri (piccoli linfociti fino a 8 micrometri e grandi linfociti da 9 in su), con un nucleo rotondeggiante, un citoplasma scarso (si riduce a un sottile anello) e pochi granuli. La cromatina risulta molto addensata e al microscopio elettronico è possibile distinguere un nucleolo (contrariamente a quanto si pensasse precedentemente).
I linfociti derivano dalla linea linfoide delle cellule staminali multipotenti presenti nel midollo osseo e a seconda del luogo, all'interno dell'organismo, nel quale avviene la maturazione cellulare, si ottengono due linee linfocitarie ben distinte: i linfociti B (così detti in riferimento alla borsa di Fabrizio, organo linfoide tipico degli uccelli) e i linfociti T (da timo). Il luogo di maturazione dei linfociti risulta appunto diverso a seconda delle caratteristiche che questi hanno; il linfocita T infatti matura pienamente nel timo, mentre i linfociti B e NK (Natural Killer, i nostri linfociti "ancestrali") hanno piena maturazione nel midollo osseo, ovvero dove nascono.

## Differenziamento linfocitario

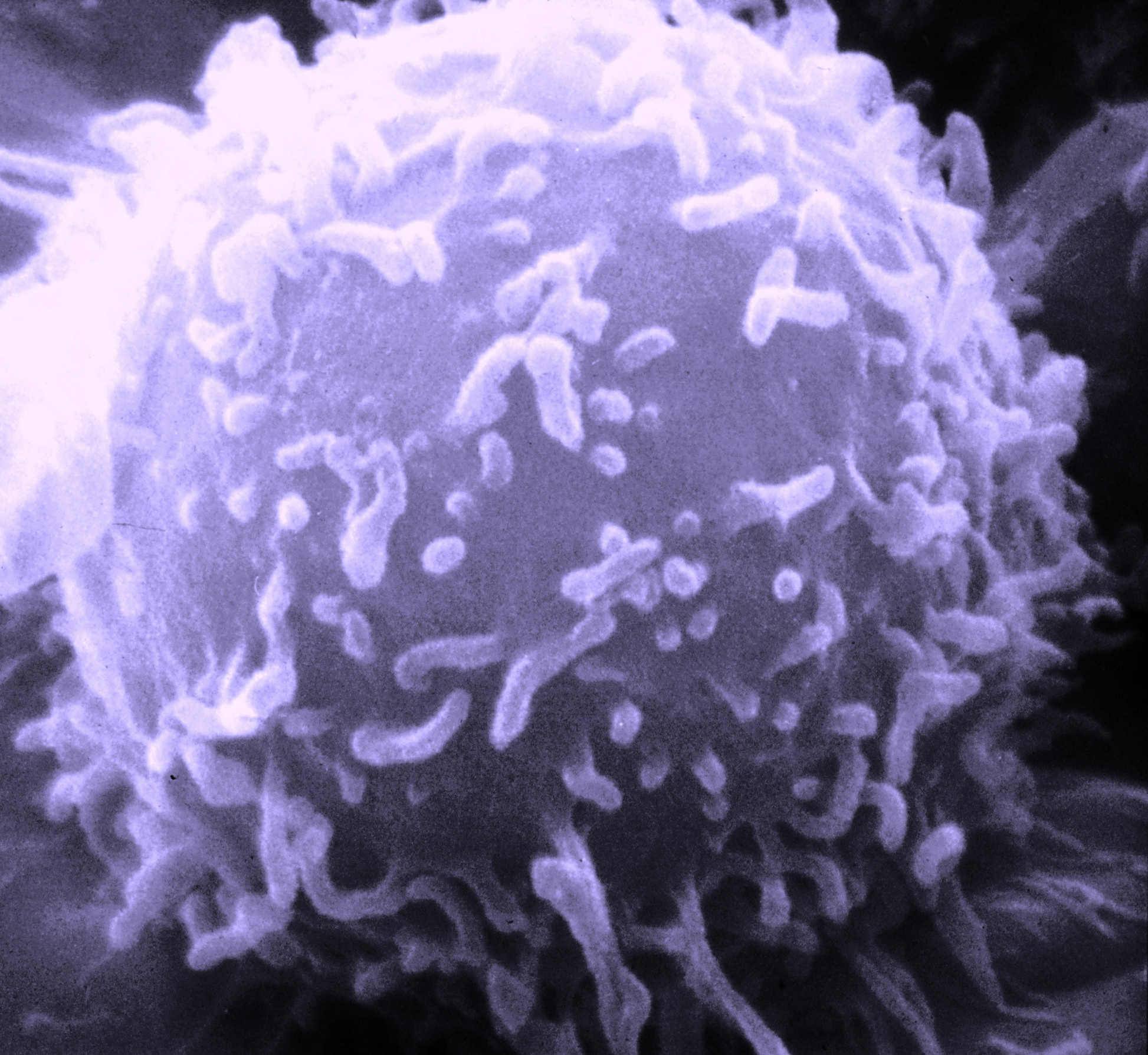
Immagine di un linfocita al microscopio elettronico a scansione

Nel differenziamento linfocitario si possono individuare principalmente due fasi
una fase antigene-dipendente e una antigene-indipendente.
Nella fase antigene-indipendente, che avviene negli organi linfoidi primari (midollo osseo e timo), vengono inizialmente prodotti linfociti provvisti di tutti i recettori per ogni tipo di antigene; successivamente, vengono eliminati tutti i linfociti che riconoscono macromolecole del "self", in tal modo rimangono solo quei linfociti considerabili come "vergini" in quanto saprebbero potenzialmente riconoscere l'antigene "non self" (invasore) se mai questo dovesse penetrare nell'organismo.
Nella fase antigene dipendente che si svolge negli organi linfoidi secondari (milza, linfonodi, ecc.) vi è l'incontro tra l'antigene e il linfocita che possiede il recettore adatto.
A questo punto si formano due categorie di cellule:
1. cellule della memoria, un pool di cellule capaci, in caso di rimanifestarsi dell'attacco patogeno, di velocizzare moltissimo (per scatenare una risposta linfocitaria adatta a contrastare un attacco patogeno sono necessari dai 3 ai 5 giorni circa) la risposta adattativa da affiancare alla risposta innata;
2. cellule effettrici, in grado esse stesse di combattere e distruggere il patogeno (esempio per il linfocita B le plasmacellule)

Tutte le cellule della linea leucocitaria derivano da un unico progenitore staminale multipotente riconoscibile dalla molecola CD34 (la cellula esprimente la proteina è indicata come CD34+). Successivamente viene creata una cellula staminale linfoide. Vi sono tuttavia delle patologie in cui questa maturazione non va a buon fine come per esempio le immunodeficienze combinate o Scid. I linfociti maturi sono riconoscibili in quanto esprimono 5 famiglie di recettori:
- i recettori per l'antigene,
- i recettori MHC (complesso maggiore di istocompatibilità),
- recettori per fattori di crescita,
- recettori Homing (consentono al linfocita di essere indirizzato verso un organo linfoide secondario oppure verso un organo specifico in cui vi è proliferazione di patogeni),
- recettori di interazione tra cellula e cellula.

## Linfociti B
I linfociti B sono responsabili della risposta immunitaria umorale tramite l'addestramento alla generazione di anticorpi specifici (maturazione) e la loro secrezione (allo stadio di plasmacellula) all'interno del sangue e/o delle mucose. Necessitano in genere per la loro proliferazione di un'attivazione da parte di un linfocita T helper.

## Linfociti T
I linfociti T sono i principali responsabili dell'immunità adattativa cellulo-mediata. Prendono il loro nome dal timo, organo in cui migrano allo stato di precursori indifferenziati, per uscirne come linfociti "naïve" (vergini): maturi nella specificità del loro recettore dei linfociti T per il riconoscimento antigenico, ma senza aver ancora incontrato l'antigene. Quando questo viene presentato al linfocita naïve da parte di una antigen presenting cell, nel contesto di una molecola MHC e di un'opportuna costimolazione, il linfocita T viene indotto a proliferare clonalmente, per poi maturare alla fase effettrice:
- citotossica, per i linfociti CD8 che hanno riconosciuto l'antigene su un MHC di classe I;
- helper (T helper 1 e 2) per i linfociti CD4 che hanno riconosciuto l'antigene su un MHC di classe II.

## Linfociti NK
I linfociti NK (Natural Killer), detti anche cellula NK, sono un tipo molto particolare di linfociti. Sono sempre del tipo grande e costituiscono il 20% della popolazione linfoide. Possiedono un'elevata attività antitumorale e antivirale pur non essendo soggetti a espansione genica. Il linfocita NK possiede due importanti recettori FCgammaR e NCR. Gli FCgammaR sono capaci di riconoscere un patogeno mentre gli NCR sono capaci di uccidere indiscriminatamente. Per evitare possibili complicazioni, i NK sono stati dotati dall'evoluzione di KIR (Killer Inibitor Receptors) in grado, riconoscendo le molecole HLA di primo tipo, di evitare la morte cellulare della cellula. Non tutti i linfociti NK sono dotati di complesso NCR/KIR. La molecola CD56 è invece presente su tutta questa famiglia linfoide.
Queste molecole possono presentarsi nella forma Dim (ovvero essere deputate alla venuta del linfocita NK nel sito infiammatorio) e nella forma Bright (in cui sono deputate al richiamo del linfocita nell'organo linfoide secondario). Questi meccanismi di richiamo sono indotti da fattori chemiotattici come quelli della famiglia IL (esempio IL8, Interleuchina 8).

## Maturazione
La maturazione linfocitaria è il processo mediante il quale i progenitori dei linfociti presenti nel timo e nel midollo osseo si sviluppano in linfociti maturi. I capostipiti della maturazione linfocitaria sono le cellule HSC (Hematopoietic Stem Cells) del midollo osseo e del fegato fetale, che danno origine a tutte le cellule del sangue. Le HSC maturano nelle CLP (Common Lymphoid Progenitors), che sono i progenitori dei linfociti B, T e NK. Da questa popolazione cellulare si staccano due linee differenziative, una per i linfociti B e una per i linfociti T e le cellule NK. L'indirizzamento verso l'una o l'altra linea differenziativa dipende dalla stimolazione da parte di citochine e dall'azione di alcuni fattori di trascrizione specifici. In particolare i CLP si differenziano in precursori dei linfociti T e NK grazie all'azione del recettore Notch-1 che funge anche da fattore di trascrizione collaborando con GATA-3; insieme trascrivono geni che favoriranno lo sviluppo di cellule T come Rag-1, Rag-2, gli enzimi di ricombinazione coinvolti nella V(D)J nonché i componenti del recettore pre-T.
I CLP si differenziano invece in linfociti B grazie all'azione dei fattori di trascrizione E2A e EBF che inducono il fattore di trascrizione Pax-5, che trascrivono per esempio i geni per le catene leggere e le proteine Igα e Igβ. Alla maturazione contribuiscono anche i microRNA che regolano la degradazione degli mRNA del linfocita in maturazione. I progenitori dei linfociti B ma soprattutto quelli dei linfociti T necessitano della stimolazione da parte di IL-7 per proliferare. Tale citochina è normalmente secreta dalle cellule stromali del midollo osseo e del timo. L'espansione clonale conseguente a IL-7 termina prima che sia completato il riarrangiamento genico per il recettore per l'antigene. I precursori dei linfociti B del fegato fetale tendono a differenziarsi in linfociti B-1 mentre quelli del midollo osseo in linfociti B follicolari. I precursori dei linfociti T migrano dal midollo osseo e dal fegato fetale nel timo dove completano la maturazione. I precursori T del fegato fetale tendono a differenziarsi in linfociti T γδ mentre quelli del midollo osseo in linfociti T αβ, il tipo più comune.
I precursori dei linfociti B e T a questo punto riarrangiano i geni per il recettore dell'antigene (BCR per i linfociti B e TCR per i linfociti T); ciascun clone linfocitario produce un recettore dalla struttura unica e in ciascun individuo esistono almeno 10 milioni di cloni differenti che costituiscono il suo repertorio linfocitario. L'espressione di pre-recettori e di recettori per l'antigene funge inoltre da importante segnale di sopravvivenza per i linfociti B e T in questa fase della loro maturazione. Il riarrangiamento genico che consiste nella ricombinazione detta V(D)J avviene nel midollo osseo per i linfociti B e nel timo per il linfociti T. Il primo gene riarrangiato nei linfociti B è quello della catena pesante delle immunoglobuline (gene IgH) mentre il primo riarrangiato nei linfociti T è la catena β del TCR. Alla fine di questi primi riarrangiamenti genici i linfociti B esprimono un pre-BCR e i linfociti T un pre-TCR.
Quei linfociti che non riescono ad esprimere un pre-recettore funzionale e completo, cioè circa i due terzi del totale, vengono selezionati e muoiono per apoptosi. È da sottolineare che questi processi sono totalmente indipendenti dall'antigene, per cui ciascun clone linfocitario codifica un recettore differente da un altro clone indipendentemente dalla presenza di antigeni che ne modulino lo sviluppo per cui i recettori esistono già prima dell'incontro con il corrispondente antigene e non ne sono la conseguenza. I linfociti T nel timo subiscono un processo di selezione positiva per cui sopravvivono solo quei linfociti che legano con bassa avidità le molecole MHC, gli altri muoiono per apoptosi. Se i linfociti T esprimono recettori che si legano con alta avidità a molecole self dell'organismo vengono selezionati negativamente e muoiono per apoptosi (delezione clonale). Stessa cosa accade per i linfociti B che però hanno la possibilità di effettuare un editing recettoriale riarrangiando i geni Ig e quindi modificando il recettore affinché non leghi più con alta affinità strutture self; se l'editing fallisce sono destinate a morire per apoptosi. In questo modo l'organismo produce linfociti che hanno tolleranza verso le strutture self.

## Differenziamento strutturale
I linfociti si possono dividere in 2 tipi in base alla conformazione:
- Linfociti piccoli, quelli più diffusi in tutto l'organismo (97%), che si dividono poi in linfociti B e T. Presentano, nel citoplasma, un piccolo insieme di gocciole lipidiche;
- Linfociti grandi, meno diffusi (3%), che vanno a formare gli NK. Hanno dimensioni maggiori rispetto ai linfociti piccoli, e presentano, nel citoplasma, gocciole lipidiche in maggior quantità rispetto ai linfociti piccoli.